# Crystle Stewart
Crystle Danae Stewart (nascida em 20 de setembro de 1981) é uma atriz, apresentadora, modelo e vencedora do Miss EUA 2008.  
Em dezembro de 2020 ela anunciou ter comprado o Miss USA e o Miss Teen USA, que então viravam uma franquia a mais da MUO (Miss Universe Organization). 
Após se casar, ela adotou o nome de Crystle Stewart Sebrechts. 

## Biografia
Stewart nasceu em Houston, Texas, filha de Robert e Cynthia Franklin Stewart. Ela tem um irmão, Robert, e uma irmã, Breana. 
Estudou na na Elkins High School em Missouri City e ainda  ainda adolescente venceu uma prova de corrida de revesamento 4 x 400 durante os 1994 Junior Olympics.
Formou-se em Ciências do Consumidor e Merchandising pela Universidade de Houston. 
Além disso, também se formou na Barbizon Modeling and Acting Escola em Houston. 

## Participação nos concursos de beleza

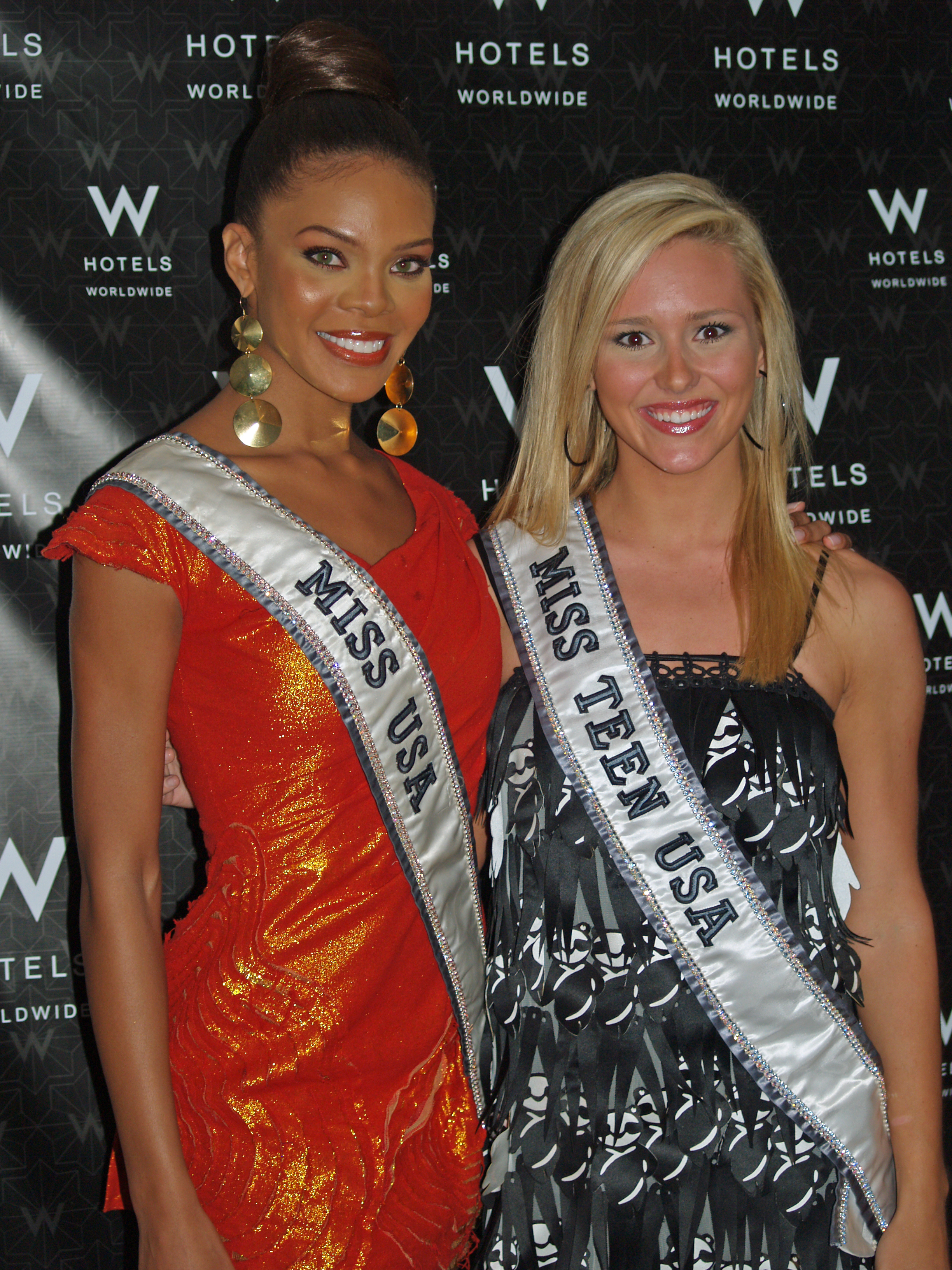
Miss USA e a Miss Teen USA 2008 Stevi Perry no Mercedes-Benz Fashion Week

Ela tentou vencer o Miss Texas quatro vezes antes de ser coroada. Sua primeira participação foi como como Miss Fort Bend County no Miss Texas 2003, quando foi Top 15. Em 2005, novamente como  Miss Fort Bend County, ela ficou em 4º lugar no Miss Texas USA 2005.  Em 2006, como Miss Houston, ela ficou em 2º lugar, perdendo para Lauren Lanning. Em 2007 ela não disputou etapas regionais e entrou como candidata livre, novamente com a faixa de Miss Fort Bend County, vencendo depois o Miss Texas USA 2007, realizado em Laredo no dia 1º de julho de 2007, após competir contra 121 outras concorrentes. Sua vitória no estado lhe deu a oportunidade de participar do Miss USA 2008 meses depois. 
Em 11 de abril de 2008, Stewart representou o Texas no concurso de Miss EUA 2008, onde se tornou a nona texana a ganhar o título. 
Ela foi a segunda afro-americana a ganhar a coroa no Miss Texas USA, após Chelsi Smith ter sido coroada Miss Texas USA 1995 (e mais tarde Miss EUA e Miss Universo).
Ao longo de seu reinado ela visitou e promoveu várias instituições de caridade, deu dezenas de entrevistas na mídia e fez diversas aparições públicas. Em 26 de abril de 2008, ela compareceu ao jantar da Associação de Correspondentes da Casa Branca.
Ela representou os Estados Unidos no Miss Universo, realizado em 14 de julho de 2008, em Nha Trang, no Vietnã. Ela avançou até o Top 10, mas durante o desfile de vestido de noite tropeçou na barra do vestido e caiu. 

## Vida após os concursos

### Volta ao concursos
Stewart apresentou o Miss Teen USA 2009 e 2010 junto com Seth Goldman e coapresentou o Miss Texas USA diversas vezes, algumas com seu marido.
Stewart também atuou como jurada do Miss USA 2016. 

### Carreira no cinema
Em 2011, Stewart fez sua estreia como atriz aparecendo em um episódio da sitcom House of Payne de Tyler Perry. Naquele mesmo ano, Perry a escalou como protagonista da série dramática For Better or Worse, interpretando o papel de Leslie Morris em seis temporadas. 
Em 2012, Perry escalou Stewart para seu primeiro filme, Good Deeds, onde ela fez um papel secundário como a secretária; em 2017a contratou para a série Too Close to Home e em 1018 para o filme de suspense Acrimônia. 
Além de todos os seus papéis nas produções de Tyler Perry, Stewart apareceu em um episódio da série de televisão The Exes. 
| Ano       | Título              | Função        | Notas                        |
| --------- | ------------------- | ------------- | ---------------------------- |
| 2008      | Days of Our Lives   | Ela própria   | Um episódio                  |
| 2011      | House of Payne      | Vanessa       | Episódio "Payneful Visit"    |
| 2011-2017 | For Better or Worse | Leslie Morris | Elenco principal             |
| 2012      | Good Deeds          | A secretária  | Elenco secundário            |
| 2014      | The Exes            | Donna         | Episódio "Nothing in Common" |
| 2017      | Too Close to Home   | Frankie       | Elenco principal             |
| 2018      | Acrimônia           | Diana Wells   | Elenco principal             |

### Dona do Miss USA e Miss Teen USA
Em dezembro de 2020 ela anunciou ter comprado o Miss USA e o Miss Teen USA, antes pertencentes à MUO (Miss Universe Organization).  

## Vida pessoal
É casada desde desde agosto de 2014 com o modelo belga Max Sebrechts.  
O casal tem dois filhos, uma menina e um menino. 